# Husí hora
Husí hora je vrch na západ od Vilic. Husí hora je z větší části zalesněná, převažují jehličnaté porosty. Na východním úbočí Husí hory na hranici lesa se nachází chatová osada, na severozápadě pak kopec Vrchy (507 m), se kterým tvoří Husí hora při pohledu z dálky jeden celek. Po úbočí Husí hory, sedlem mezi Husí horou a Vrchy vede červená turistická značka z Mladé Vožice do Louňovic pod Blaníkem.